# Jochen Seidel
Jochen Seidel (* 1. April 1924 in Bitterfeld; † 30. Mai 1971 in New York) war ein deutscher Maler und Grafiker.

## Leben und Wirken
Seidel wurde in einer mitteldeutschen Industriestadt als Sohn eines Ingenieurs geboren. Der frühe Tod seines Vaters bestimmte sehr stark seine Lebenseinstellung. Er stammt aus einer Familie, aus der in der gleichen Generation mehrere Künstler entsprangen, so sein Cousin, der Maler und Grafiker Hannes H. Wagner und seine Cousine, die Designerin und spätere Professorin Sigrid Kupetz, geb. Wagner. 1941 wurde er zur Wehrmacht eingezogen, dort wurde er aufgrund seiner malerischen Begabung zum Künstler bestimmt und konnte bis zum Kriegsende Porträts von Offizieren malen. Danach kam er in britische Gefangenschaft.
Nach seiner Freilassung begab er sich an die Kunstschule Burg Giebichenstein in Halle (Saale), um dort bei Charles Crodel Malerei zu studieren. Zum Broterwerb malte er neben seinem Studium große propagandistische Wandbilder.
Er gehörte zu einem Freundeskreis um den Maler Hermann Bachmann, zu dem auch Otto Müller, Karl-Erich Müller und Willi Sitte zählten. Künstlerisch und ideologisch sah er keinen anderen Weg als die Übersiedlung nach West-Berlin, wohin er 1953 Hermann Bachmann folgte. Dort unterstützte ihn die Rudolf-Springer-Galerie, er entwickelte einen nicht-gegenständlichen Malstil. Es folgte eine erfolgreiche Arbeit und viele Ausstellungen, so in West-Berlin, Kassel, Wien, Stockholm, Oslo, Helsinki, Caracas, Lima, Buenos Aires, Montevideo. 1961 und 1964 stellte er bei der Carnegie International Exhibition in Pittsburgh aus.
1962 wurde er Lehrer an der Fairleigh Dickinson University. Ein Jahr vorher trennte er sich von seiner ersten Frau, der Malerin und Crodel-Schülerin Irmtraud Deisenroth. Sie hatten einen gemeinsamen Sohn, zu dem er nie wieder Kontakt bekam. Seine neue Frau wurde 1963 die Schweizer Künstlerin Mireille Wunderly. Zuerst lebten sie in der Schweiz, seit 1964 in New York City, Broadway 812. Er lehrte zusätzlich am Pratt Institute. Viele Ausstellungen folgten, unter anderem bei der Carnegie International Exhibition, New Jersey State Museum, im Goethe-Institut. Seidel war ein unermüdlicher Maler, der viel experimentierte. So vermischte er oft Schrift- und Farbfelder. Er wechselte beim Malen vom Foto-Realismus bis zu totaler Abstraktion. Im Jahre 1968, nach einer Europa-Reise, brach die junge Familie auseinander. Mireille Wunderly ging mit den zwei kleinen Kindern zurück in die Schweiz. Wunderly war die Enkelin von Nanny Wunderly-Volkart die Rainer Maria Rilke während seines Schweizer Aufenthalt finanziell unterstützte und mit ihm bis zu seinem Tod eng verbunden blieb.
Seidel kehrte allein nach New York zurück. Die Trennung nahm ihm den Lebensmut. Er arbeitete selbstreflektorisch über diese Situation. Er lebte in der aufgeheizten New Yorker Szene, nicht nur sein eigenes Zerbrechen reflektierte er, sondern auch die politischen Unruhen um ihn herum. Seine Frau und gute Freunde, wie der Maler Dieter Masuhr, wollten, dass er wieder nach Europa zurückkehrte, wo er als Maler Erfolg genossen hatte. Der Punkt der Umkehr war überschritten, sein Scheitern war zu weit fortgeschritten. Er wollte als erfolgreicher Künstler nach Europa zurückkehren, nicht in diesem Zustand. So wurde er Opfer von Alkohol, Marihuana, Depressionen. Trotz Therapien nahm er sich das Leben. Seine Asche wurde am Cape Cod von seinen Künstlerfreunden Mel und Jo Roman ins Meer gestreut.
Heute werden seine Arbeiten oft unter dem Titel „… Scheitern eines Künstlers … zur falschen Zeit am falschen Ort …“ ausgestellt. Erst nach seinem Tod wurden seine Arbeiten von vielen Museen gekauft. In Deutschland gab es 1992 eine große Retrospektive in der Staatlichen Kunsthalle Berlin, beim Halleschen Kunstverein und in Köln.

## Arbeiten in Sammlungen
- Museum of Modern Art, New York,
- Solomon R. Guggenheim Museum, New York
- National Museum of American Art, Washington D.C.
- Kupferstichkabinett SMPK Berlin
- Staatliche Galerie Moritzburg Halle (Saale)
- San Francisco Museum of Modern Art, San Francisco
- Brooklyn Museum, New York
- Princetown Art Museum, Princetown
- Denver Art Museum, Denver, Colorado
- Museum of Art Carnegie Institute, Pittsburgh
- Pratt Institute, New York
- Fogg Museum, Harvard University, Cambridge
- Goethe House New York
- Neuberger Museum, Purchase
- Fairleigh Dickinson University, Madison, New Jersey
- Allentown Art Museum, Allentown
- Kunstmuseum Kloster Unser Lieben Frauen Magdeburg

## Preise
- 1949: Grafikpreis des Landes Sachsen-Anhalt
- 1959: Kunstpreis der Jugend Baden-Baden
- 1961: Kunstpreis junger westen, Recklinghausen